# Дзорагет (річка)
Дзорагет (вірм. Ձորագետ)  — річка, що протікає у Вірменії. Разом з річкою Памбак утворює річку Дебед. Протікає на півночі країни у марзі Лорі, в тому числі через місто Степанаван. Річка Дзорагет є однією з найсприятливіших для сплаву на катамаранах у Вірменії. В нижній частині течії розташована Дзорагетська ГЕС.

## Галерея

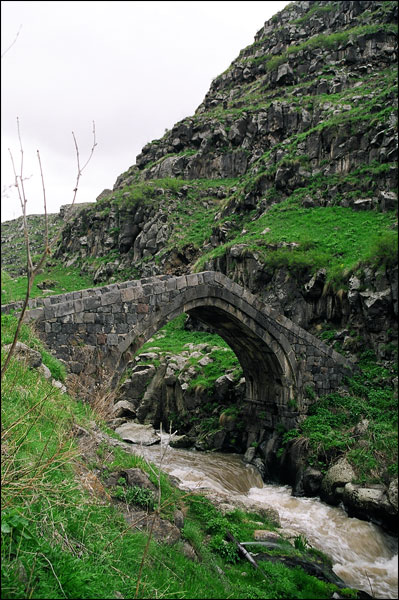
міст V століття
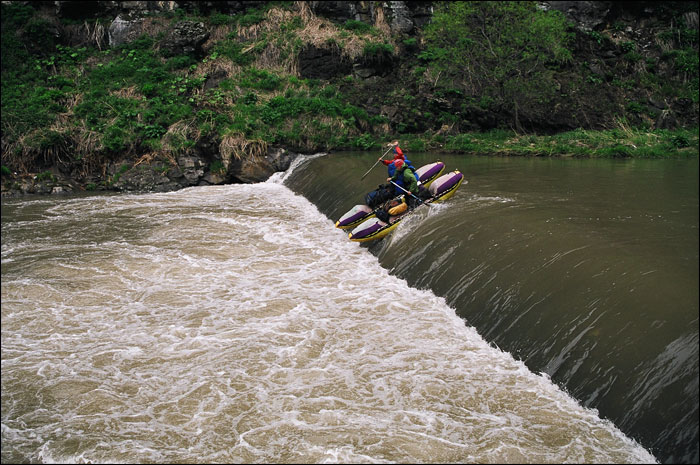
сплав по річці
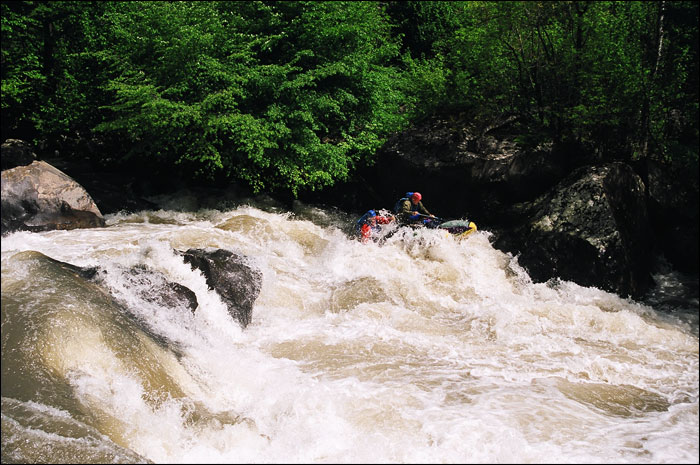
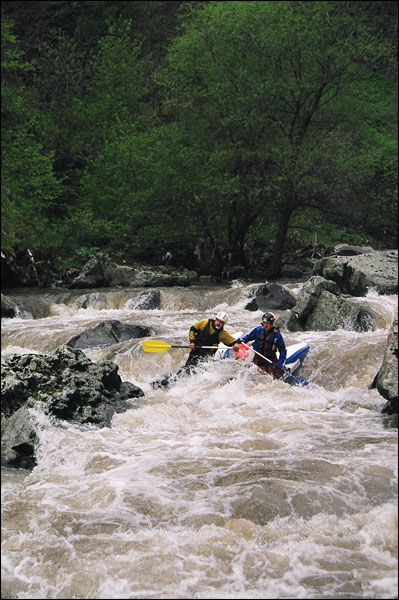
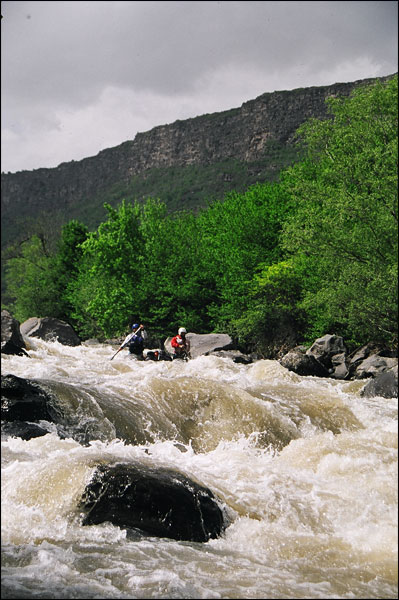
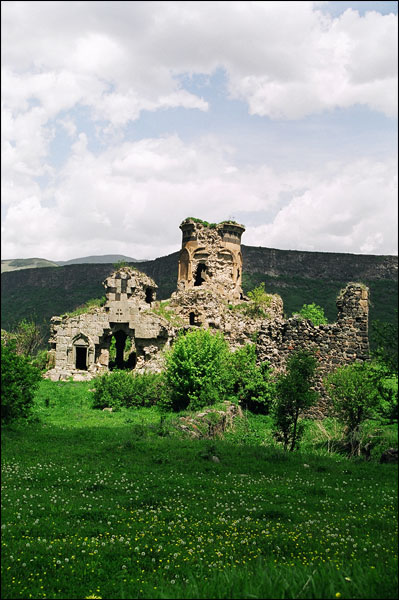
Руїни вірмено-халкидонського монастиря Хневанк (нині відновлений) на березі річки

| Річка | Це незавершена стаття про річку. Ви можете допомогти проєкту, виправивши або дописавши її. |

| Вірменія | Це незавершена стаття з географії Вірменії. Ви можете допомогти проєкту, виправивши або дописавши її. |